# EverBank Stadium
Das EverBank Stadium  ist ein Football-Stadion in der amerikanischen Stadt Jacksonville im Bundesstaat Florida. Es dient hauptsächlich als Spielstätte der Jacksonville Jaguars aus der National Football League (NFL), es finden aber auch College-Footballspiele wie der Gator Bowl (heute: TaxSlayer Bowl) statt.
Das Stadion ersetzte das Gator Bowl Stadium, welches an derselben Stelle stand. Bei besonderen Spielen, wie zum Beispiel dem Super Bowl, können zusätzliche Tribünen aufgestellt werden, um so die Kapazität auf maximal 84.000 Zuschauer zu erweitern.

## Name
Das Stadion wurde 1995 als Jacksonville Municipal Stadium eröffnet. 1997 wurde das Telekommunikationsunternehmen Alltel Namenssponsor der Sportstätte. Nach Auslaufen des Vertrages kehrte es zum alten Namen Jacksonville Municipal Stadium zurück. 2010 wurde der Finanzdienstleister EverBank neuer Namenssponsor. 2017 wurde EverBank vom Finanzdienstleister TIAA übernommen. Mit der Übernahme trägt die Heimat der Jaguars seit 2018 die Bezeichnung TIAA Bank Field. Seit dem 10. September 2023 trägt das Stadion den Namen EverBank Stadium. Im Mai 2024 wurde die Vereinbarung um drei Jahre bis zum Ende der Saison 2027 verlängert.

## Geschichte

### Planung
Das TIAA Bank Field liegt im Eastside-Viertel von Jacksonville, wo 1928 das erste permanente Footballstadion der Stadt gebaut wurde. Das Fairfield Stadium wurde 1948 erweitert und in Gator Bowl Stadium umbenannt.
Im Januar 1993 begannen Verhandlungen zwischen der Stadt und den Vertretungen der University of Florida und University of Georgia über das College-Footballspiel der beiden Universitäten, welches seit 1933 in Jacksonville stattfand. Das Florida Citrus Bowl bot zu dieser Zeit eine größere Summe, um das Spiel nach Orlando, Florida zu holen.
Als Reaktion darauf schlug Ed Austin, damaliger Bürgermeister von Jacksonville, eine Sanierung des Gator Bowl Stadiums vor. Beide Universitäten hatten zuvor Bedenken bezüglich des Zustands des alten Stadions geäußert und eine Sanierung wurde als Schlüssel angesehen, um sie vom Verbleib in Jacksonville zu überzeugen. Am 23. März 1993 wurde letztendlich ein neuer Fünfjahresvertrag unterschrieben und im Mai wurden vom Stadtrat 49 Mio. US-Dollar für eine Renovierung des Gator Bowl Stadiums bereitgestellt.
Kurz darauf wollten Investoren ein neues National-Football-League-Team nach Jacksonville bringen und forderten weitere 30 Mio. US-Dollar zur Renovierung des Stadions von der Stadt, um es attraktiver für ein professionelles Team zu machen. Nach dem zunächst eine Einigung vor dem Stadtrat scheiterte, waren die Verhandlungen später erfolgreich, so dass insgesamt 121 Mio. US-Dollar bereitgestellt wurden.
Am Ende erwies sich das erweiterte Anleihe- und Sanierungsprogramm als erfolgreich, da Jacksonville am 30. November 1993, mit den Jacksonville Jaguars, das 30. Franchise der NFL verliehen wurde.

### Bau
Das aktuelle Stadion wurde mit Hilfe einiger Teile des historischen Gator Bowl Stadiums errichtet, wobei diese aus einer Erweiterung aus dem Jahr 1982 stammten. Der Bau begann am 3. Januar 1994 und das neue Stadion wurde am 18. August 1995 mit einem Preseason-Spiel gegen die St. Louis Rams (10:27) eröffnet. Das erste offizielle NFL-Saisonspiel bestritten die Jaguars und die Houston Oilers (3:10) am 3. September 1995.

### Renovierung
Der derzeitige Pachtvertrag der Jacksonville Jaguars für die Nutzung des Stadions als Heimspielstätte des NFL-Teams läuft bis zum Ende der Spielsaison 2029. Die Verlängerung des Pachtvertrages bedarf der Genehmigung der Liga sowie 75 % der NFL-Teameigner. Es wird eingeschätzt, dass insbesondere eine umfassende Renovierung des Stadions die Voraussetzung für eine erneute Genehmigung ist. Am 7. Juli 2023 wurden deshalb erste Informationen dazu bekanntgegeben. Der Umbau wird auf 1,2 bis 1,4 Milliarden Dollar geschätzt. Bei einem Neubau müsste man mit rund 2,4 Milliarden Dollar rechnen. Das renovierte Stadion soll zwischen 62.000 und 71.500 Zuschauern fassen können. Die Stadt Jacksonville wird sich mit 50 % an den Baukosten beteiligen. Bei einer zweijährigen Bauzeit müsste das Team während der Bauphase in einem anderen Stadion ihre Heimspiele austragen. Bei einer vierjährigen Bauzeit wäre dies nicht nötig.

## Galerie

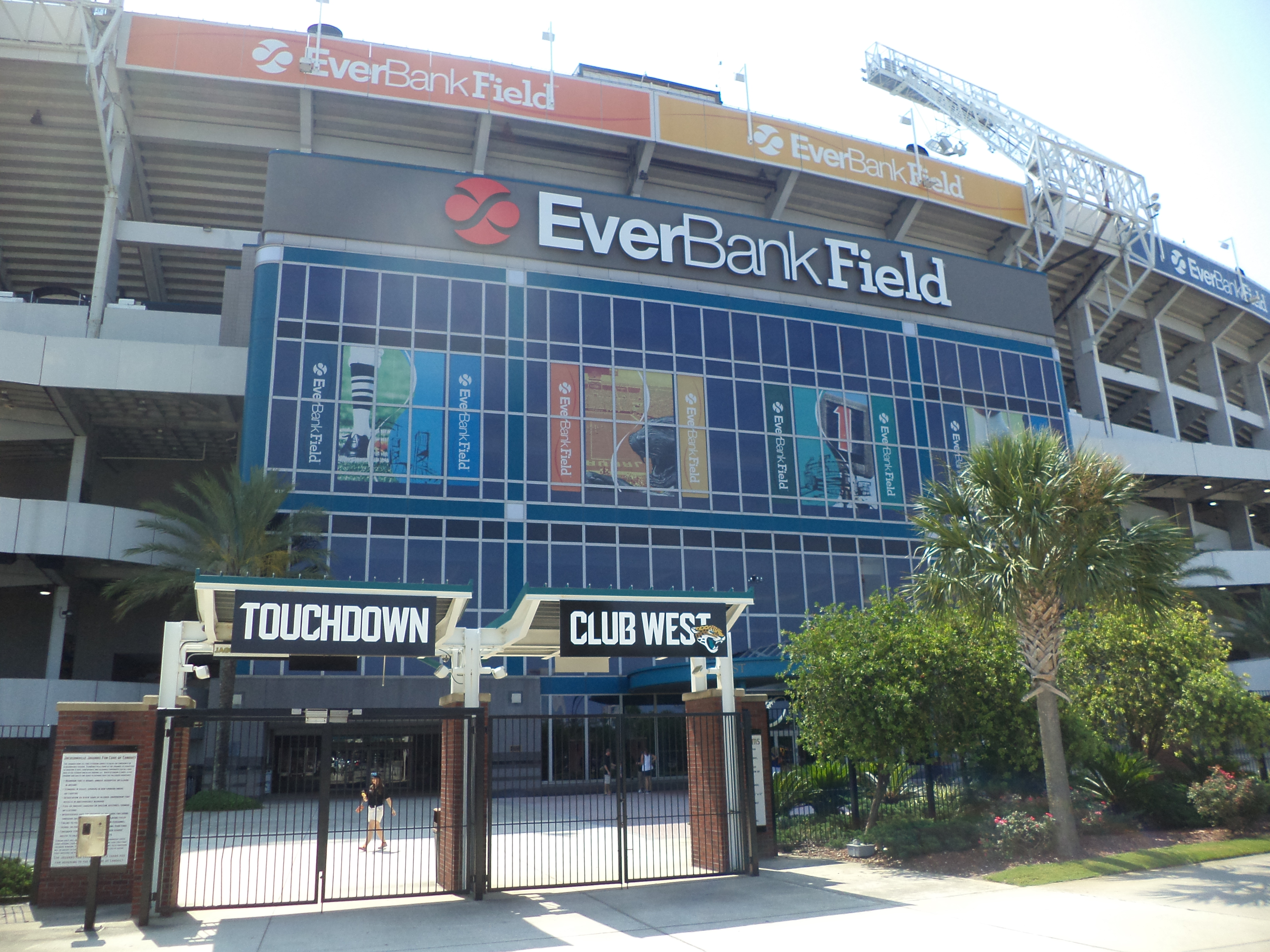
Eingang Touchdown Club West
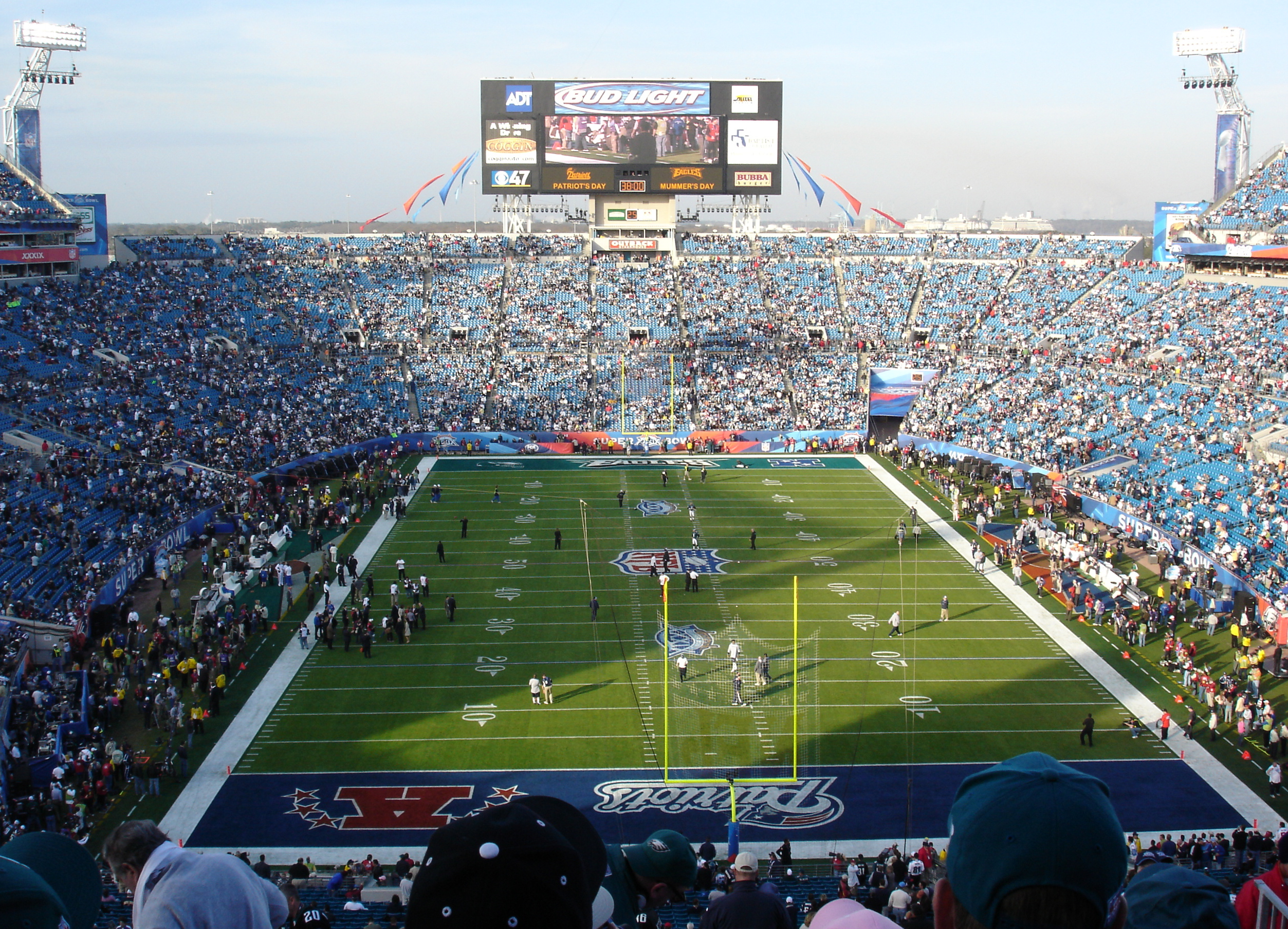
Super Bowl XXXIX (2005)
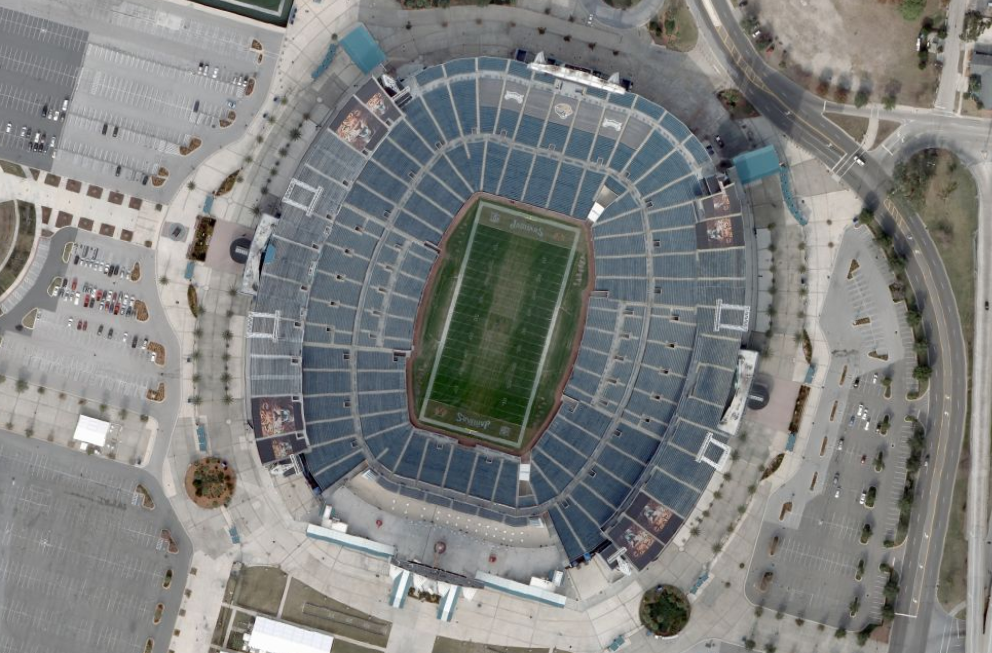
Satellitenbild des Stadions
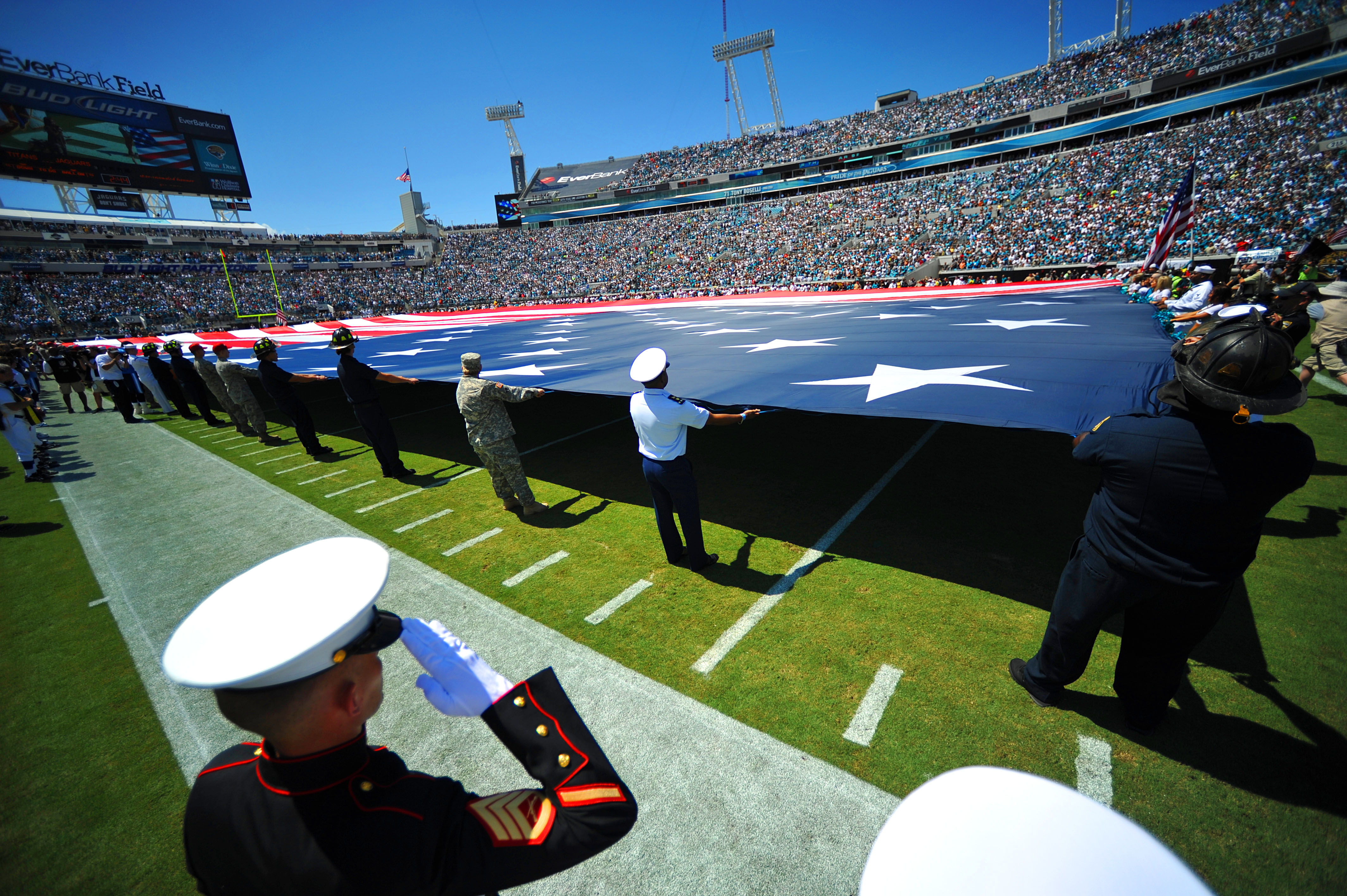
Das Everbank Stadium am zehnten Jahrestag des 11. September
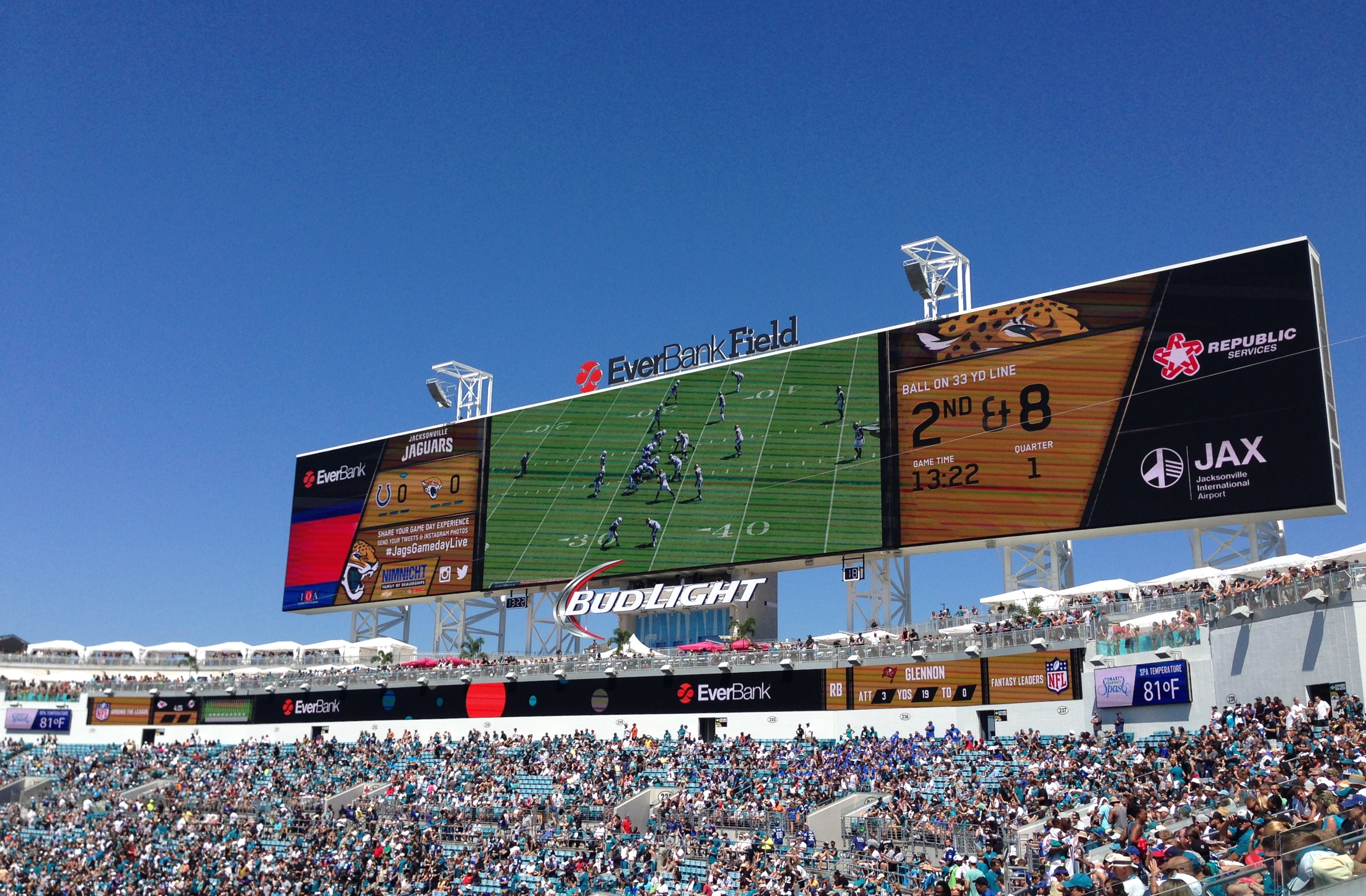
Die 2014 installierte Videoanzeigetafel